# Que la chasse commence
Pour plus de détails, voir Fiche technique et Distribution.
Que la chasse commence (Surviving The Game) est un film américain d'Ernest R. Dickerson, sorti en 1994.

## Synopsis
Devenu sans domicile fixe après l'incendie de son appartement qui a causé la mort de sa femme et de son enfant, Mason est approché par Walter Cole, qui lui sauve la vie. Ce dernier offre au sans-abri un entretien d'embauche comme guide de haute montagne pour le compte de Burns. Mason ne tarde pas à comprendre qu'il va servir de gibier humain à Burns, à Cole et à d'autres convives, venus pratiquer la chasse à l'homme. Alors que les chasseurs traquent Mason, ce dernier se défend et élimine les chasseurs un à un pour survivre.

## Fiche technique
Sauf indication contraire, les informations mentionnées dans cette section peuvent être confirmées par la base de données cinématographiques IMDb,  présente dans la section « Liens externes ».
- Titre original : Surviving the Game
- Titre français : Que la chasse commence
- Réalisation : Ernest R. Dickerson
- Scénario : Eric Bernt
- Photographie : Bojan Bazelli
- Costumes : Ruth E. Carter
- Montage : Samuel D. Pollard
- Musique : Stewart Copeland
- Production : Fred C. Caruso et David Permut
- Production exécutive : Kevin J. Messick
- Société de distribution :  New Line Cinema (États-Unis), Les films Number One (France)
- Budget : $7,400,000 (estimé)
- Recettes : $7,690,013 (États-Unis uniquement)
- Pays d'origine :  États-Unis
- Langue originale : anglais
- Genre : Thriller, Action, Aventure
- Durée : 96 minutes
- Dates de sortie[1] :
  -  États-Unis : 15 avril 1994
  -  France : 2 août 1995

## Distribution
- Ice-T (VF : Thierry Desroses ; VQ : Éric Gaudry) : Jack Mason
- Rutger Hauer (VF : Daniel Beretta ; VQ : Germain Houde) : Thomas Burns
- Charles S. Dutton (VF : Pascal Renwick ; VQ : Luc Durand) : Walter Cole
- Gary Busey (VF : Richard Darbois ; VQ : Marc Bellier) : Doc Hawkins
- F. Murray Abraham (VF : Michel Le Royer ; VQ : Jean-Marie Moncelet) : Wolfe, Sr.
- John C. McGinley (VQ : Daniel Picard) : John Griffin
- William McNamara (VF : Damien Boisseau ; VQ : Gilbert Lachance) : Derek Wolfe, Jr.
- Jeff Corey : Hank